# Gilera Stalker
Lo Stalker è uno scooter prodotto dalla Gilera (casa motociclistica acquisita dal Gruppo Piaggio nel 1969) dal 1996 al 2012.

## Descrizione
Lo Stalker è uno scooter equipaggiato con pneumatici tassellati, cosa che lo vorrebbe rendere adatto a qualunque terreno ed è in diretta concorrenza con il Yamaha BW'S ed il Piaggio Typhoon, uno dei modelli di maggior successo sul mercato.
La prima serie del modello risale al 1996 ed è sempre stato prodotto nell'unica cilindrata di 50 cm³.
Come il Runner della stessa marca, è molto spesso soggetto a modifiche sia a livello meccanico (con pistone e cilindro maggiorati o carburatori modificati) che estetico (carrozzerie con colori più accattivanti o carenature più sportive).

## Versioni prodotte
La prima serie di questo ciclomotore era dotata di motore a due tempi con raffreddamento ad aria forzata, freno a disco della Grimeca nell'anteriore e freno a tamburo posteriore.
In seguito entrò in produzione anche una versione limitata, la DD, che si differenziava dalla DT per il doppio freno a disco.
Nel novembre 2007 è entrata in produzione la versione naked che si differenzia per il manubrio "nudo", dallo spostamento delle frecce anteriori sul mozzo del manubrio e dall'adozione di ruote da 12" con gomma da strada, con questa versione venne adottato il propulsore Piaggio HI-PER2 anche nella versione classica.
È uscito di produzione nel 2012.